# 博比尼 (科多尔省)
博比尼（法語：Baubigny，法語發音：[bobiɲi]）是法国科多尔省的一个市镇，属于博讷区。

## 地理
博比尼（46°58'35"N, 4°41'17"E）面积10.31 平方千米，位于法国勃艮第-弗朗什-孔泰大區科多尔省，该省份为法国中东部省份，北起奥布省，西接涅夫勒省和约讷省，南至索恩-卢瓦尔省，东南接汝拉省，东临上索恩省，东北部与上马恩省接壤。
与博比尼接壤的市镇（或旧市镇、城区）包括：拉罗什波、圣罗曼、桑托斯、欧塞迪雷斯、科尔莫-沃希尼翁、瓦勒蒙。

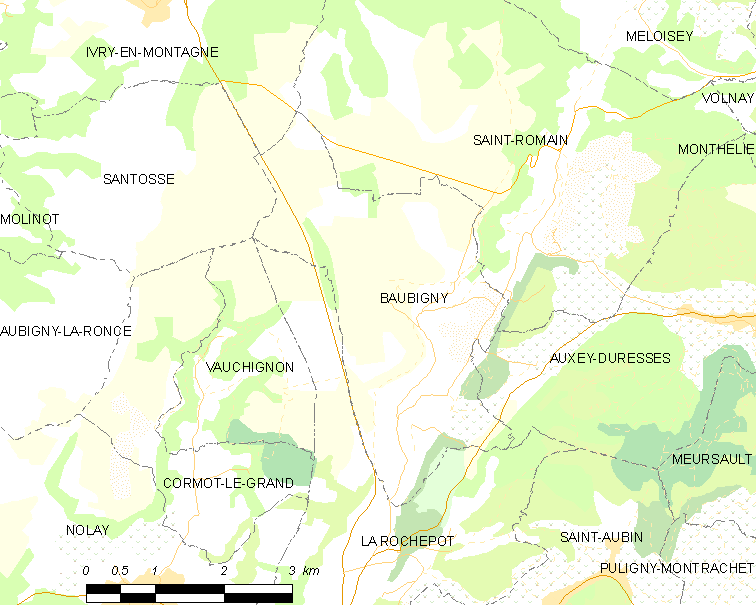
的OSM定位图

博比尼的时区为UTC+01:00、UTC+02:00（夏令时）。

## 行政
博比尼的邮政编码为21340，INSEE市镇编码为21050。

## 政治
博比尼所属的省级选区为阿尔奈勒迪克县。

## 人口

1962-2008年间人口变化图示

博比尼于2022年1月1日时的人口数量为208人。